# Premio Viareggio
Premio Viareggio je jedna z nejvýznamnějších italských literárních cen. Cena byla založena v roce 1929 a nese jméno po toskánském městě Viareggio.

## Seznam laureátů (1930–)
- Elsa Morante, laureátka ceny za rok 19481930:

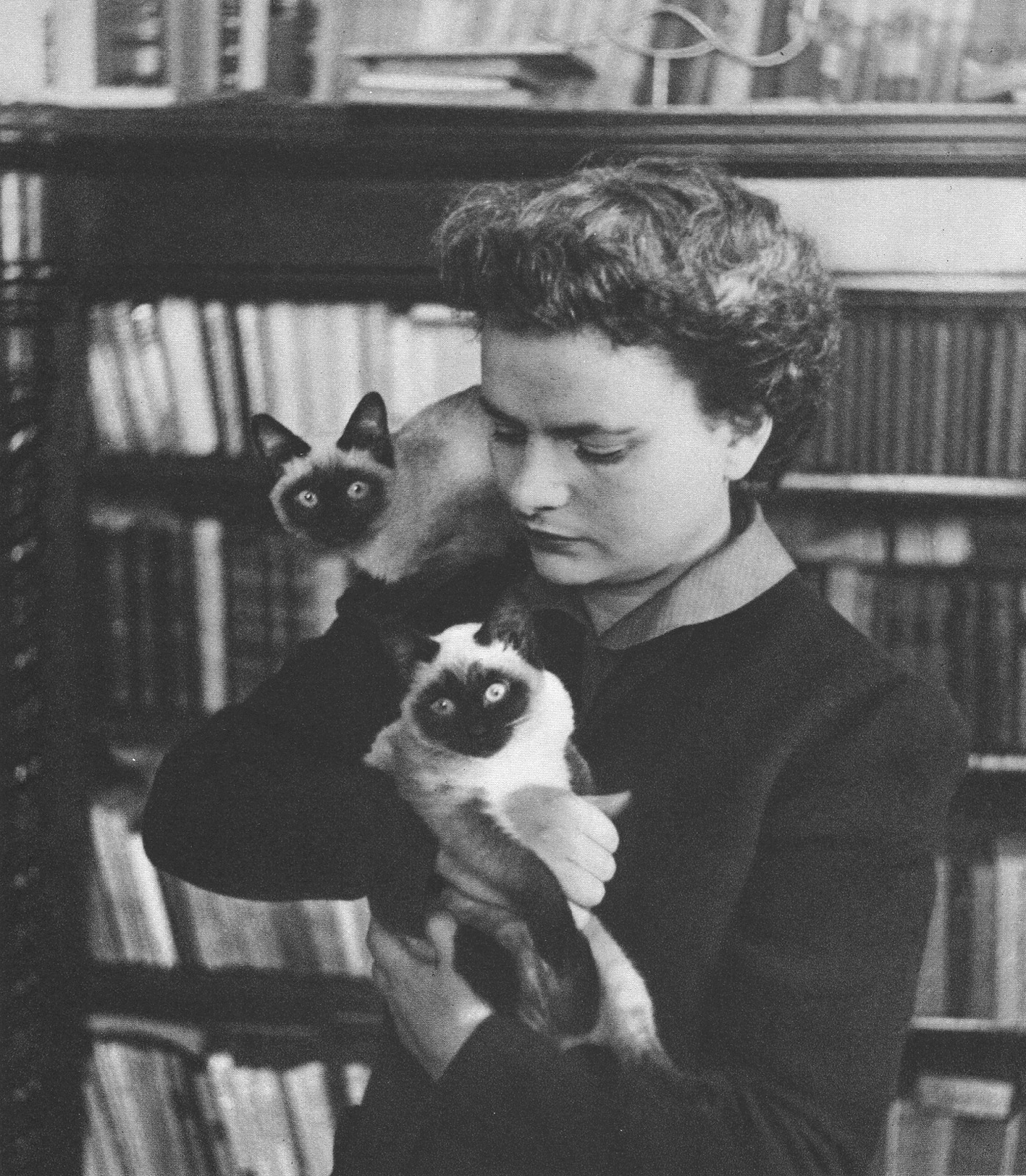
Elsa Morante, laureátka ceny za rok 1948

  - Anselmo Bucci, Il pittore volante
  - Lorenzo Viani, Ritorno alla patria
- 1931: Corrado Tumiati, I tetti rossi

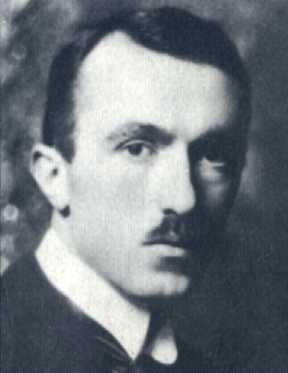
Carlo Emilio Gadda, laureát ceny za rok 1953

- Carlo Emilio Gadda, laureát ceny za rok 1953 1932: Antonio Foschini, Le avventure di Villon
- 1933: Achille Campanile, Cantilena all'angolo della strada
- 1934: Raffaele Calzini, Segantini, romanzo della montagna
- 1935:
  - Mario Massa, Un uomo solo
  - Stefano Landi, Il muro di casa
- 1936: Riccardo Bacchelli, Il rabdomante
- 1937: Guelfo Civinini, Trattoria di paese
- 1938:
  - Vittorio G. Rossi, Oceano
  - Enrico Pea, La Maremmana
- 1939:
  - Maria Bellonci, Lucrezia Borgia
  - Arnaldo Frateili, Clara fra i lupi
  - Orio Vergani, Basso profondo
- 1940 bis 1945: cena nebyla v tomto období z důvodů druhé světové války udělována
- 1946:
  - Umberto Saba, Il Canzoniere
  - Silvio Micheli, Pane duro
- 1947: Antonio Gramsci, Lettere dal Carcere
- Italo Calvino, laureát ceny za rok 1957 1948:

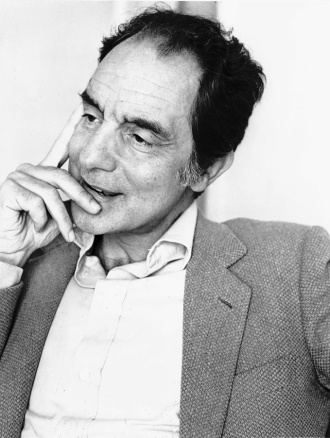
Italo Calvino, laureát ceny za rok 1957

  - Aldo Palazzeschi, I fratelli Cuccoli
  - Elsa Morante, Menzogna e sortilegio
- 1949: Arturo Carlo Jemolo, Stato e Chiesa in Italia negli ultimi cento anni
- 1950: Francesco Jovine, Le terre del sacramento
- 1950: Carlo Bernari, Speranzella
- 1951: Domenico Rea, Gesù fate luce
- 1952: Tommaso Fiore, Un popolo di formiche
- 1953: Carlo Emilio Gadda, Novelle dal ducato in fiamme
- 1954: Rocco Scotellaro, È fatto giorno
- 1955: Vasco Pratolini, Metello
- 1956:Laureáti ceny: Alberto Moravia a Elsa Morante na Capri kolem roku 1940

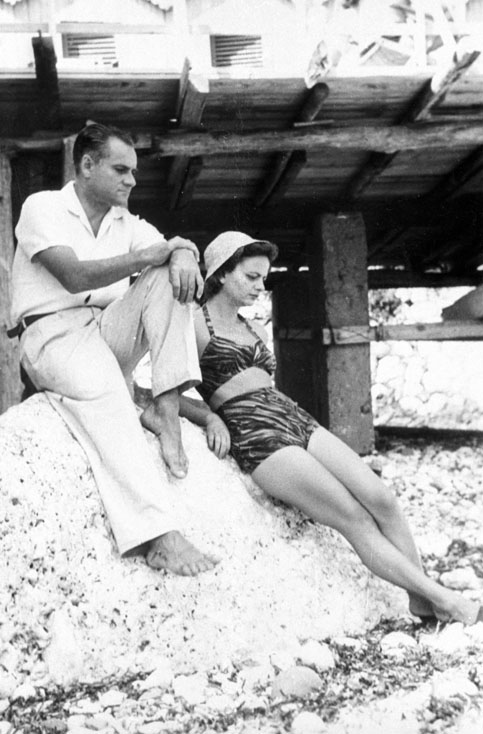
Laureáti ceny: Alberto Moravia a Elsa Morante na Capri kolem roku 1940

  - Carlo Levi, Le parole sono pietre
  - Gianna Manzini, La Sparviera
- 1957: Italo Calvino, Il barone rampante
- 1958: Ernesto De Martino, Morte e pianto rituale nel mondo antico
- 1959: Marino Moretti, Tutte le novelle
- 1960: Giovanni Battista Angioletti, I grandi ospiti
- 1961: Alberto Moravia, La noia
- 1962: Giorgio Bassani, Il giardino dei Finzi Contini
- 1963: Antonio Delfini, Racconti
- 1964: Giuseppe Berto, Il male oscuro
- 1965: Goffredo Parise, Il Padrone
- 1966: Alfonso Gatto, La storia delle vittime
- 1967: Raffaello Brignetti, Il gabbiano azzurro
- 1968: Libero Bigiaretti, La controfigura
- 1969: Fulvio Tomizza, L'albero dei sogni
- 1970: Nello Saito, Dentro e fuori
- 1971: Ugo Attardi, L'erede selvaggio
- 1972: Romano Bilenchi, Il bottone di Stalingrado
- 1973: Achille Campanile, Manuale di conversazione
- 1974: Clotilde Marghieri, Amati enigmi
- 1975: Paolo Volponi, Il sipario ducale
- 1976: Mario Tobino, La bella degli specchi
- 1977: Davide Lajolo, Veder l'erba dalla parte delle radici
- 1978:
  - Antonio Altomonte, Dopo il presidente
  - Günter Grass
  - Salvatore Settis, La 'tempesta' interpretata. Giorgione.
- 1979: Giorgio Manganelli, Centuria
- 1980: Stefano Terra, Le porte di ferro
- 1981: Enzo Siciliano, La principessa e l'antiquario
- 1982: Primo Levi, Se non ora, quando?
- 1983: Giuliana Morandini, Caffè specchi
- 1984: Gina Lagorio, Tosca dei gatti
- 1985: Manlio Cancogni, Quella strana felicità
- 1986: Marisa Volpi, Il maestro della betulla
- 1987: Mario Spinella, Lettera da Kupjansk
- 1988: Rosetta Loy, Le strade di polvere
- 1989: Salvatore Mannuzzu, Procedure
- 1990:
  - Luisa Adorno, Arco di luminara
  - Cesare Viviani
  - Maurizio Calvesi, Le realtà del Caravaggio
- 1991: Antonio Debenedetti, Se la vita non è vita
- 1992: Luigi Malerba, Le pietre volanti
- 1993: Alessandro Baricco, Oceano mare
- 1994: Antonio Tabucchi, Sostiene Pereira
- 1995: Maurizio Maggiani, Il coraggio del pettirosso
- 1996: Ermanno Rea, Mistero napoletano
- 1997: Claudio Piersanti, Luisa e il silenzio
- 1998: Giorgio Pressburger, La neve e la colpa
- 1999: Ernesto Franco, Vite senza fine
- 2000:
  - Giorgio Van Straten, Il mio nome a memoria
  - Sandro Veronesi, La forza del passato
- 2001:
  - Niccolò Ammaniti, Io non ho paura
  - Michele Ranchetti, Verbale
  - Giorgio Pestelli, Canti del destino
- 2002:
  - Fikce: Fleur Jaeggy, Proletarka
  - Poezie: Iolanda Insana, La stortura
  - Esej: Alfonso Berardinelli,
- 2003:
  - Fikce: Giuseppe Montesano, Di questa vita menzognera
  - Esej: Salvatore Settis, Italia S.p.a. l L'assalto al patrimonio culturale (Einaudi, 2002)
- 2004:
  - Fikce: Edoardo Albinati, Svenimenti
  - Esej: Andrea Tagliapietra, La virtù crudele
  - Poezie: Livia Livi, Antifona
- 2005:
  - Fikce: Raffaele La Capria, L'estro quotidiano
  - Esej: Alberto Arbasino, Marescialle e libertini
  - Poezie: Milo De Angelis, Tema dell'addio
- 2006:
  - Fikce: Gianni Celati, Vite di pascolanti
  - Esej: Giovanni Agosti, Su Mantegna I
  - Poezie: Giuseppe Conte, Ferite e rifioriture
  - Prvotina: Roberto Saviano, Gomorrha
- 2007:
  - Fikce: Filippo Tuena, Ultimo parallelo
  - Esej: Paolo Mauri, Buio
  - Poezie: Silvia Bre, Marmo
  - Prvotina: nebyla udělena (Finalisty byly: Simona Baldanzi, Figlia di una vestaglia blu; Paolo Colagrande, Fideg; Paolo Fallai, Freni)
- 2008:
  - Fikce: Francesca Sanvitale, L'inizio è in autunno
  - Esej: Miguel Gotor, Aldo Moro. Lettere dalla prigionia
  - Poezie: Eugenio De Signoribus, Poesie (1976–2007)
- 2009:
  - Fikce: Edith Bruck, Quanta stella c'è nel cielo
  - Esej: Adriano Prosperi, Giustizia bendata
  - Poezie: Ennio Cavalli, Libro Grosso
- 2010:
  - Fikce: Nicola Lagioia, Riportando tutto a casa
  - Esej: Michele Emmer, Bolle di sapone. Tra arte e matematica
  - Poezie: Pierluigi Cappello, Mandate a dire all'Imperatore
- 2011:
  - Fikce: Alessandro Mari, Troppa umana speranza
  - Esej: Mario Lavagetto, Quel Marcel! Frammenti dalla biografia di Proust
  - Poezie: Gian Mario Villalta, Vanità della mente
- 2012:
  - Fikce: Nicola Gardini, Le parole perdute di Amelia Lynd
  - Esej: Franco Lo Piparo, I due carceri di Gramsci
  - Poezie: Antonella Anedda, Salva con nome
- 2013:
  - Fikce: Paolo Di Stefano, Giallo d’Avola
  - Esej: Giulio Guidorizzi, Il compagno dell’anima. I Greci e il sogno
  - Poezie: Enrico Testa, Ablativo
- 2014:
  - Fikce: Francesco Pecoraro, La vita in tempo di pace
  - Esej: Luciano Mecacci, La Ghirlanda fiorentina
  - Poezie: Alessandro Fo, Mancanze
- 2015:
  - Fikce: Antonio Scurati, Il tempo migliore della nostra vita
  - Esej: Massimo Bucciantini, Campo dei fiori
  - Poezie: Franco Buffoni, Jucci
- 2016:
  - Fikce: Franco Cordelli, Una sostanza sottile
  - Esej: Bruno Pischedda, L'idioma molesto
  - Poezie: Sonia Gentili, Viaggio mentre morivo
- 2017
  - Fikce: Gianfranco Calligarich, La malinconia dei Crusich
  - Esej: Giuseppe Montesano, Lettori selvaggi
  - Poezie: Stefano Carrai, La traversata del Gobi
- 2018
  - Fikce (ex aequo):
    - Fabio Genovesi, Il mare dove non si tocca
    - Giuseppe Lupo, Gli anni del nostro incanto

  - Cena za debut: Simone Somekh, Grandangolo[1]
  - Poezie: Roberta Dapuntová, Sincope
  - Esej: Guido Melis, La macchina imperfetta. Immagine e realtà dello Stato fascista
- 2019
  - Fikce: Emanuele Trevi, Sogni e favole
  - Poezie: Renato Minore, O caro pensiero
  - Esej: Saverio Ricci, Tommaso Campanella
  - Cena za debut: Giovanna Cristina Vivinettová, Dolore minimo
  - Zvláštní uznání: Eugenio Scalfari, Sabino Cassese, Marco Bellocchio, Riccardo Muti a Gino Paoli[2]
- 2020
  - Fikce: Paolo Di Paolo, Lontano dagli occhi
  - Poezie: Luciano Cecchinel, Da sponda a sponda
  - Esej: Giulio Ferroni, L'Italia di Dante
  - Cena za debut: Alberto Albertini, La classe avversa
  - Zvláštní uznání: Franco Gabrielli, Natalia Aspesiová, Massimo Bray, Ilaria Capuová, Sandro Luporini, Dacia Marainiová a Maurizio Serra[3]
- 2021
  - Fikce: Edith Brucková, Il pane perduto
  - Poezie: Flavio Santi, Quanti - Truciolature, scie, onde. 1999-2019
  - Esej: Walter Siti, Contro l'impegno
  - Cena za debut: Alessandra Caratiová, E poi saremo salvi
  - Zvláštní uznání: Roberto Benigni, Annalena Beniniová a Igiaba Scegová[4]
- 2022
  - Fikce: Veronica Raimová, Niente di vero[5]
  - Poezie: Claudio Damiani, Prima di nascere
  - Esej: Silvia Roncheyová, L'ultima immagine
  - Cena za debut: Pietro Castellitto, Gli iperborei[6]
  - Zvláštní uznání: Wlodek Goldkorn, Silvia Sciorilli Borrelliová a Agnese Piniová